# Лиза Кадди
Доктор Лиза Кадди (англ. Lisa Cuddy) — персонаж американского телесериала «Доктор Хаус». Её роль исполняет Лиза Эдельштейн.
Лиза Кадди заведует больницей Принстон-Плейнсборо. Её специальность — эндокринология, но административные дела редко позволяют заниматься медицинской практикой. Кадди — самый молодой руководитель за всю историю больницы, она стала заведующей в 29 лет (в документах написала, что ей 31 год, чтобы получить должность).

## Характеристика
Персонаж Лиза Кадди был создан исполнительным продюсером Брайаном Сингером.
Кадди — единственный человек, который в состоянии в некоторой степени контролировать Хауса. В нескольких сериях можно найти намёки на романтические отношения между героями в прошлом.

## Биография
В сериале, до 6 сезона, не даётся никакой информации относительно семьи Кадди, за исключением упоминания о том, что родилась в еврейской семье, у неё есть сестра и мать, а отец умер. Прадед Кадди был известным врачом и написал книгу, являющуюся библиографической ценностью. У Кадди был роман с военным. Следит за здоровьем — бегает, занимается йогой и не ест сладкого. Периодически знакомится в интернете, но, как правило, не слишком удачно (в большинстве случаев по вине Хауса). Любит путешествия, музыку и танцы. В школе была очень популярна.
Она мечтала стать врачом с 12 лет, в 25 окончила медицинскую школу, была одной из лучших в классе. Кадди поступила в Мичиганский университет, где и встретила Грегори Хауса, который уже тогда был легендой в университетском городке. Позже, когда у Хауса случился инфаркт мышц правой ноги, Кадди была его лечащим врачом. Несмотря на опасность, Хаус отказывался от ампутации ноги, мотивируя это тем, что «нога ему нравится». Подруга Хауса Стейси Уорнер считала, что необходимо ампутировать ногу ради спасения жизни. Тогда Кадди предложила компромиссный план между ампутацией ноги и сохранением её — удаление мёртвых мышц. В случае неудачи Хаус должен был остаться калекой и до конца жизни страдать от боли, в случае же успеха его мышцы должны были вырасти снова, и он смог бы ходить. Не выдержав усиливающихся болей, Хаус попросил ввести его в медикаментозную кому. После этого Стейси как его медицинский поверенный приняла за него решение о проведении компромиссной операции. Кадди наняла Хауса в качестве главы диагностического отделения больницы. Когда в первом сезоне Эдвард Воглер, новый председатель правления, поставил вопрос об увольнении Хауса, Кадди препятствовала этому, что повлекло уход Воглера и потерю ста миллионов долларов спонсорских денег. Кадди лжесвидетельствовала в пользу Хауса, спасая его от тюрьмы.
На протяжении 2—3 сезонов безуспешно пыталась завести ребёнка. Хаус соглашается делать Кадди два раза в день инъекции, необходимые для искусственного оплодотворения, и держать это в секрете. Во время третьего сезона она признаётся лучшему другу Уилсону (Роберт Шон Леонард), что было три оплодотворения, одно из которых закончилось выкидышем. После неудачных попыток ЭКО удочеряет ребёнка умирающей пациентки.
После того, как Хаус въехал в её дом на машине, уволилась из больницы по собственному желанию.

## Личная жизнь
Ярче всего личная жизнь доктора Лизы Кадди показана в 3—7 сезонах. Нам показаны не только её свидания с мужчинами, но и «рабочий флирт» с Грегори Хаусом. Он открыто комментирует её нижнее бельё, манеру одеваться и некоторые части тела. Это раздражает Лизу, но и в то же время эти завуалированные комплименты ей приятны. Хаус постоянно вмешивается в её личную жизнь. Срывает ей свидания, приходит ночью, чтобы спросить разрешения на безумные тесты, а также заключает с нею разнообразные пари на деньги или на дежурство в клинике.
В пятом сезоне Хаус открыто выражает ей свою симпатию. В 92-й серии «Радость» (англ. Joy) Хаус целует Кадди. Но она не хочет продолжать отношения. В конце пятого сезона Хаусу, страдающему от постоянных галлюцинаций, кажется, что он провёл ночь вместе с Кадди. Считая, что это правда, стоя на балконе, в открытую заявляет, что «Спал с Лизой Кадди!», а затем, в ответ на её крики, предлагает съехаться. Это приводит Лизу в бешенство, и она увольняет Хауса. Через несколько минут после этого Грег застаёт её плачущей в своём кабинете. Они начинают разговор, в результате которого Хаус осознаёт, что секс с Кадди был лишь очередной галлюцинацией. В последней серии 6 сезона Кадди наконец-то признаётся в любви к Хаусу и отказывается от свадьбы с Лукасом. У Хауса и Кадди начинаются отношения. И на сей раз это не галлюцинация, так как он отказался от викодина ради Лизы Кадди.
Хаус признаётся ей в любви в 1 эпизоде 7 сезона. В дальнейших эпизодах они ставят в известность о своих взаимоотношениях окружающих и, как этого требует контракт, отдел кадров госпиталя. В 15 эпизоде 7 сезона расстаётся с Хаусом из-за того, что понимает, что он никогда не будет для неё опорой.
В 8 эпизоде 7 сезона выясняется, что Кадди была замужем 6 дней в 1987 году, и что ей не 45 лет, а 43, она соврала отделу кадров.
В последней серии 7-го сезона Хаус врезается на машине в дом Кадди. После этого инцидента Кадди уходит с поста заведующей больницы Принстон-Плейнсборо, и её место занимает Эрик Форман.

## Критика
- TVGuide.com опубликовали хит-лист под названием «Телевизионные пары, которые не должны быть вместе». Под номером 5 в этом списке стоят «Кадди и Лукас»[10].